# فرودگاه بوم ژزوز دا لاپا
فرودگاه بوم ژزوز دا لاپا (به انگلیسی: Bom Jesus da Lapa Airport) (به زبان بومی: Aeroporto de Bom Jesus da Lapa) یک فرودگاه همگانی مسافربری با کد یاتا LAZ است که یک باند فرود آسفالت دارد و طول باند آن ۱۲۱۱ متر است. این فرودگاه در کشور برزیل قرار دارد و در ارتفاع ۴۴۳ متری از سطح دریا واقع شده‌است.